# Święta Tarzylla
Święta Tarzylla – dziewica z VI wieku, ciotka Grzegorza I Wielkiego i święta Kościoła katolickiego.
Jedynymi informacjami o Tarzylli są „Dialogi” autorstwa jej brata Gordiana, ojca papieża Grzegorza Wielkiego. Zgodnie z tym źródłem (4, 17) wraz ze swoimi siostrami - św. Emilianą i Gordianą - miały poświęcać czas pokucie i medytacjom o Bogu. Miała mieć wizje w których pojawiał się zmarły papież Feliks III, a w chwili śmierci Jezus Chrystus.
W XI wieku pojawia się w lokalnych martyrologiach, a następnie, po soborze trydenckim, w Martyrologium Rzymskim (Martyrologium Romanum). 
Wspomnienie liturgiczne św. Tarzylli obchodzone jest w Kościele katolickim 24 grudnia.